# 2010 au Vatican
Chronologie du Vatican
- 2006
- 2007
- 2008
- 2009
- 2010
- 2011
- 2012
- 2013
- 2014

Cette page concerne les évènements survenus en 2010 au Vatican  :

## Évènement
- Création du Conseil pontifical pour la promotion de la nouvelle évangélisation
- mars : Scandale sexuel des employés du Vatican